# Britische Davis-Cup-Mannschaft
Die britische Davis-Cup-Mannschaft ist die Tennisnationalmannschaft des Vereinigten Königreichs. Der Davis Cup ist der wichtigste Wettbewerb für Nationalmannschaften im Herren-Tennis, analog zum Fed Cup bei den Damen.

## Geschichte
Seit 1900 nimmt das Vereinigte Königreich am Davis Cup teil. Von 1900 bis 1912 gehörte auch Irland zur Mannschaft, ehe man ab 1913 getrennt antrat. In diesen Jahren trat die Mannschaft als Britische Inseln an. Heute nimmt die Mannschaft als „Großbritannien“ am Davis Cup teil und besteht aus Spielern aus England, Wales und Schottland. Eine Sonderrolle nehmen Spieler aus Nordirland ein, die sowohl für die irische als auch die britische Mannschaft antreten können.
Insgesamt 18 Mal erreichte die Mannschaft das Finale des Cups und gewann zehn dieser Partien. 1978 stand die Mannschaft das vorletzte Mal im Finale, sie verlor dieses gegen Spanien mit 0:5. Erst 2015 erreichte Großbritannien wieder das Endspiel, in dem es auf Belgien traf. Die Begegnungen wurde mit 3:1 gewonnen, an allen drei Punktgewinnen war dabei Andy Murray beteiligt.
Als einzige Nation haben die Briten seit Beginn des Davis Cups im Jahr 1900 an jeder Ausgabe teilgenommen. Erfolgreichster Spieler ist Fred Perry mit 45 Siegen, Rekordspieler ist Bobby Wilson mit 34 Teilnahmen.

## Finalteilnahmen
Die Ergebnisse der Finalteilnahmen werden aus britischer Sicht angegeben.
| Jahr | Finalort      | Finalgegner        | Ergebnis |
| 1900 | Boston        | Vereinigte Staaten | 0:3      |
| 1902 | Brooklyn      | Vereinigte Staaten | 2:3      |
| 1903 | Boston        | Vereinigte Staaten | 4:1      |
| 1904 | London        | Belgien            | 5:0      |
| 1905 | London        | Vereinigte Staaten | 5:0      |
| 1906 | London        | Vereinigte Staaten | 5:0      |
| 1907 | London        | Australasien       | 2:3      |
| 1912 | Melbourne     | Australasien       | 3:2      |
| 1913 | London        | Vereinigte Staaten | 2:3      |
| 1919 | Sydney        | Vereinigte Staaten | 1:4      |
| 1931 | Paris         | Frankreich         | 2:3      |
| 1933 | Paris         | Frankreich         | 3:2      |
| 1934 | London        | Vereinigte Staaten | 4:1      |
| 1935 | London        | Vereinigte Staaten | 5:0      |
| 1936 | London        | Australien         | 3:2      |
| 1937 | London        | Vereinigte Staaten | 1:4      |
| 1978 | Rancho Mirage | Vereinigte Staaten | 0:5      |
| 2015 | Gent          | Belgien            | 3:1      |